# Крекло, Лори
Ло́ри Кре́кло (англ. Lori Kreklau) — американская кёрлингистка.

## Достижения
- Чемпионат США по кёрлингу среди женщин: золото (1998).
- Чемпионат США по кёрлингу среди смешанных команд: золото (1986).

## Команды
| Сезон                          | Четвёртый        | Третий      | Второй        | Первый        | Запасной                            | Турниры                        |
| ------------------------------ | ---------------- | ----------- | ------------- | ------------- | ----------------------------------- | ------------------------------ |
| 1997—98                        | Кари Эриксон     | Лори Крекло | Стейси Лиапис | Энн Суиссхелм | Риса О’Коннелл тренер: Майкл Лиапис | ЧСШАЖ 1998 · ЧМ 1998 (9 место) |
| Кёрлинг среди смешанных команд |                  |             |               |               |                                     |                                |
| 1985—86                        | Джоэл Джейкобсон | Лори Крекло | Tim Kreklau   | Lisa Jacobson |                                     | ЧСШАСК 1986                    |

(скипы выделены полужирным шрифтом)